# Ruperto Herrera García
Ruperto Herrera García (L'Avana, 1º ottobre 1972) è un ex cestista cubano con cittadinanza argentina.
È il figlio di Ruperto Herrera Tabio e il fratello di Roberto Herrera.

## Carriera
Con Cuba ha disputato due edizioni dei Campionati americani (1995, 1997).